# Daniel Gottlob Türk
Daniel Gottlob Türk (10. srpna 1750, Claußnitz u Saské Kamenice, Německo – 26. srpna 1813, Halle) byl německý skladatel, varhaník a učitel hudby klasického období.
Jeho prvním učitelem hry na varhany byl jeho otec, později ho učil v Drážďanech Gottfried August Homilius, žák Johanna Sebastiana Bacha, a dále Johann Adam Hiller. Právě Hiller ho doporučil na jeho první profesionální působení na univerzitě v Halle. V roce 1779 se stal ředitelem jejího hudebního oddělení a profesorem hudební teorie a akustiky. Ještě v Halle vydal pojednání Role varhaníka v bohoslužbě, které se dodnes vydává.
Jeho nejvýraznějším nadáním bylo vyučování; Türkovými žáky byli např. Hermann Uber nebo Karl Traugott Zeuner.
Dodnes je populárních několik jeho klavírních tanců a menuetů, některé menší skladby znají dobře studenti klasické klavírní hry. Nejvýznamnějším Türkovým příspěvkem klasické hudbě je klavírní škola Clavierschule oder Anweisung zum Clavierspielen für Lehrer und Lernende vydaná poprvé roce 1789.